# Джуліо Беллі
Джуліо Беллі (італ. Giulio Belli) (Лонджано, 1560 — Імола, 1621) — італійський ранньобароковий композитор, францисканський монах.

## Біографічні відомості
Джуліо Беллі народився у Лонджано, що поблизу Форлі на південний захід від Равенни у 1560 році. Навчався у Неаполі, але більшість життя провів у Північній Італії.
Відповідно до власного твердження, що міститься у присвяті його Missarum sacrarumque cantionum (1595), він був учнем Джовантомазо Чімелло до 1569 року. Повернувся до Лонджано, вступив до місцевого францисканського монастиря 30 вересня 1579 року.
Очевидно маючи жвавий характер, Беллі працював у різних місцях, пересуваючись головним чином між Венето та Емілією-Романьєю: 7 листопада 1582 року стає капельмейстером при Соборі Імоли; з 20 травня1590 року, протягом трьох років, виконує аналогічні функції у церкві Санта Марія ін Кастелло у Карпі; з наступного, 1591, року працює у Болоньї при Базиліці Сан Франческо, можливо у Феррарі і пізніше у Венеції в церкві Ка' Ґранди; у 1596 році обіймає таку ж посаду в соборі Монтаньяни. 
З 1597 року працює у Феррарі капельмейстером при дворі герцога Альфонсо II д'Есте та в Академії делла Морте (Accademia della Morte); знову змінює багато місць проживання та роботи, також виконуючи обов'язки маестро у Озімо, Равенні, Реджо та Форлі. Після подальших переміщень, серед яких праця при Базиліці Сант'Антоніо у Падуї, у 1621 році повернувся нарешті до Імоли. Де б не розгорталась його діяльність, він у всіх користувався репутацією поважної людини і пречудового музиканта. Романьйольский філолог та філософ абат Джованні Крістофано Амадуцці (1740—1792) назвав Беллі «musicae artis peritissimum» (лат. найдосвідченіший в мистецтві музики).

## Стиль
На початку Беллі притримувався «класичного» стилю своєї епохи, що відбивався у музичних писаннях Палестріни (ще живого, але вже вшанованого як найвеличнішого поліфоніста), однак він зазнавав також впливів поліхоральної музики. В останніх працях спостерігаються нові, сучасні композиційні тенденції, що полягають у використанні басо контінуо. Після такого поєднання, провівши деякі модифікації творів і привівши їх у відповідність з «канонами», композитор перевидав їх у декількох антологіях, які користувались авторитетом до кінця епохи.
Беллі належать численні меси та псалми у царині сакральної музики, канцони та мотети — світської. Деякі з останніх були популярними за межами Італії і увійшли до антологій Томаса Морлі.

## Твори

### Духовна вокальна музика
- Missarum liber primus, 1586;
- Psalmi ad vesperas …duoque cantica beatae virginis, et in fine addito Te Deum laudamus, 1592;
- Missarum sacrarumque cantionum, liber primus, 1595;
- Psalmi ad vesperas…duoque cantica beatae virginis, 1596;
- Missarum, liber primus, 1599;
- Sacrarum cantionum, 1600;
- Psalmi ad vesperas in totius anni festivitatibus, ac tria cantica Beatae Virginis Mariae, 1603;
- Compieta, mottetti & letanie della madonna, 1605;
- Compieta, falsi bordoni, antifone et litanie della madonna, 1607;
- Missae sacrae, 1608;
- Церковні концерти (Concerti ecclesiastici), 1613 (до яких увійшли дві інструментальні канцони на три голоси);
- Інші твори (меси, мотети, духовні канцони тощо).

### Світська музика
- Канцонетти … книга перша (Canzonette … libro primo), 1584;
- Перша книга мадригалів (Il primo libro de madrigali), 1589;
- Третя книга мадригалів ('Il terzo libro de madrigali), 1590;
- Друга книга мадригалів ('Il secondo libro de madrigali), 1592;
- Друга книга канцонет (Il secondo libro delle canzonette, con alcune romane), 1593;
- Інші твори (мадригали та канцонети)

### Інструментальна музика
- 2 канцони на три голоси в Церковних концертах, 1613 (cfr. il paragrafo Musica vocale sacra).

## Інші твори
Крім того, Беллі був автором Правил контрапункту (Regole di contrappunto); близько сторіччя по тому, Джузеппе Оттавіо Пітоні приєднав до цього твору 13 сторінок додатків (Додатки до Правил контрапункту Джуліо Беллі (Aggiunte alle Regole di contrappunto di Giulio Belli)).

## Зовнішні посилання
- Канцона на 3 - YouTube
- Ноти - ChoralWiki [Архівовано 19 березня 2013 у Wayback Machine.](англ.)